# Asedio de Kunduz
El Asedio de Kunduz tuvo lugar en 2001 durante la Guerra de Afganistán. Luego de la Caída de Mazari Sharif, el enfoque del avance de la Alianza del Norte pasó a ser la ciudad de Kunduz, que era el último bastión de los Talibanes en el norte del país.
Fuerzas bajo el comando de los Generales Abdul Rashid Dostum y Mohammed Daud Daud Jan se unieron con asesores de las Fuerzas Especiales de los Estados Unidos y avanzaron hacia la ciudad de Taloqan, y llegaron a las afueras de la ciudad el 11 de noviembre. Allí, las fuerzas de Dostum atacaron antes que los ataques aéreos estadounidenses pudieran ser llamados, empujando a los talibanes fuera de la ciudad y tomando el control de esta.
Luego de sacar a los Talibanes de Taloqan, las fuerzas de Dostum procedieron a asediar Kunduz. Inicialmente encontraron una fuerte resistencia, haciendo que Daud decidiera atrincherar a sus tropas alrededor de la ciudad y usar el soporte aéreo norteamericano para debilitar al Talibán. Durante los 11 días siguientes, los bombarderos estadounidenses atacaron posiciones del Talibán, destruyendo 44 búnkeres, 12 tanques y 51 camiones, además de varios depósitos de suministros.
Varios miles de militantes de Al Qaeda y combatientes extranjeros, junto a agentes pakistaníes del Inter-Services Intelligence y personal militar, fueron evacuados por aviones de la Fuerza Aérea Pakistaní, en lo que fue llamado el Puente Aéreo del Mal.
El 22 de noviembre las fuerzas de Dostum y Daud capturaron el pueblo cercano de Khanabad. Con sus posiciones debilitadas, las fuerzas talibanes en Kunduz acordaron rendirse el 23 de noviembre. Luego de la rendición del Talibán, hubo informes de saqueos por parte de militantes de la Alianza del Norte, así como también ejecuciones de prisioneros talibanes por parte de estos mismos.
Varias organizaciones de los derechos humanos estiman que varios miles de prisioneros murieron durante o luego de su traslado a la Prisión de Sherberghan. Estas muertes han pasado a conocerse como la Masacre de Dasht-i-Leili. Ha habido acusaciones, notablemente de parte de los periodistas Ted Rall y del documental de Jamie Doran, Afghan Massacre: The Convoy of Death, de que tropas estadounidenses estuvieron involucradas.